# Брамбилла, Массимо
Массимо Брамбилла (итал. Massimo Brambilla; род. 4 марта 1973, Вимеркате, Ломбардия) — итальянский футболист, выступавший на позиции полузащитника; тренер. Известен по выступлениям за клубы «Монца» и «Парма». Участник Олимпийских игр 1996 в Атланте.

## Клубная карьера
Брамбилла — воспитанник клуба «Монца». Три дебютных сезона он балансировал с командой между Серией C и Серией B. В 1995 году Массимо получил приглашение от клуба Серии А «Реджана». Команда провела слабую концовку чемпионата и вылетела из элиты. Брамбилла, не желая возвращаться в Серию B, заключил соглашение с «Пармой». С пармезанцами он вышел в финал Суперкубка Италии. Массимо не был доволен своей ролью в клубе, его использовали как футболиста ротации.
В 1997 году он покинул «Парму» и перешёл в «Болонью». Оставшуюся часть сезона Брамбилла был основным футболистом, но с приходом летом Роберто Баджо Массимо сел на скамейку запасных. Ему пришлось вновь покинуть команду из-за отсутствия игровой практики. Новым клубом Массимо стал «Торино». В Турине он нашёл постоянную игровую практику, но команда играла слабо, и вскоре последовала смена тренера. Новый наставник Луиджи Симони не увидел в Брамбилле игрока основы. Ситуация усугубилась травмой, полученной в одном из матчей.
Сезон 2002/03 Массимо провёл в «Сиене», а затем перешёл в «Кальяри». Он помог новой команде выйти в Серию А, но после выхода в элиту игровое время Брамбиллы значительно сократилось. После удачного вывода в Серию А двух клубов подряд услугами Массимо заинтересовались многие команды второго итальянского дивизиона. Он выступал за «Мантову», возвращался в «Монцу», а в 2010 году завершил карьеру в клубе «Пергокрема».

## Международная карьера
В 1996 году Массимо в составе молодёжной национальной команды выиграл молодёжный чемпионат Европы в Испании. В том же году в составе олимпийской сборной Италии Брамбилла принял участие в Олимпийских играх в Атланте. На турнире он сыграл в матчах группового этапа против команд Мексики и Южной Кореи.

## Достижения
Международная
 Италия (до 21)
- Чемпионат Европы по футболу среди молодёжных команд — 1996